# Кхаф
Кхаф, кхоф (амх. ቆፍ) — буква эфиопского алфавита геэз. В амхарском обозначает звук /q/. В гематрии буква «кхоф» соответствует числу «100», но в эфиопской изопсефии число «сто» передаётся через букву йеман — ፻. Это объясняется тем, что эфиопская изопсефия находится в единстве с коптской письменностью, а коптская буква «ро» является омоглифом буквы «йеман».
- ቀ  — кхаф геэз кхэ
- ቁ  — кхаф каэб кху
- ቂ  — кхаф салис кхи
- ቃ  — кахф рабы кха
- ቄ  — кахф хамыс кхе
- ቅ  — кхаф садыс кхы (кх)
- ቆ  — кхаф сабы кхо